# شمیلا کوهستانی
شمیلا کوهستانی بازیکن فوتبال اهل افغانستان است.
وی همچنین در تیم ملی فوتبال زنان افغانستان بازی کرده‌است و به عنوان نخستین کاپیتان تیم ملی کشور شناخته می‌شود.